# Herakleios II av Kartli-Kakheti
Herakleios II (georgiska: ერეკლე II), född 1720, död 1798, var en georgisk kung från 1744 till 1798. Han var kung av Kakheti mellan 1744 och 1762. År 1762 förenade han kungariket Kakheti och kungariket Kartli till kungariket Kartli-Kakheti, och enade därmed Georgien för första gången på trehundra år. Han befriade Georgien från iransk överhöghet och placerade det 1783 istället under rysk. 